# Dudley Head
Der Dudley Head ist ein markanter schneebedeckter Bergkamm aus mehreren kuppelartigen Gipfeln mit einer maximalen Höhe von 2540 m in der antarktischen Ross Dependency. Er erstreckt sich 5 km südlich des Mount Patrick an der Ostflanke des Beardmore-Gletschers im Transantarktischen Gebirge. 
Entdeckt wurde er durch Teilnehmer der Nimrod-Expedition (1907–1909) unter der Leitung des britischen Polarforschers Ernest Shackleton. Shackleton benannte ihn nach William Humble Ward, 2. Earl of Dudley (1867–1932), damaliger Generalgouverneur Australiens. Die ursprüngliche Bezeichnung Mount Dudley wurde durch das Advisory Committee on Antarctic Names 1962 dem Erscheinungsbild angepasst.